# Парадокс всемогутності

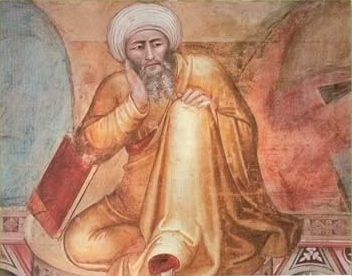
Аверроес (1126—1198), філософ, який обговорював парадокс всемогутності

 Парадо́кс всемогу́тності — сімейство пов'язаних парадоксів, що мають стосунок до питання про те, що може зробити всемогутня істота, в особливості чи може істота, яка в змозі виконати будь-яку дію, зробити що-небудь, що обмежило б її здатність виконувати дії.

## Опис
Парадоксальність полягає в наступному: якщо істота виконає дію, що обмежує її здатність виконувати дії, то це обмежить її власну здатність виконувати дії і отже істота вже не буде всемогутньою; з іншого боку, якщо істота не може обмежити свою здатність виконувати дії, то вона не може виконувати самообмежувальні дії і тому не є всемогутньою. Цей парадокс часто формулюється в термінах, пов'язаних з Богом в авраамічних релігіях, але не обов'язково.
Є окремим випадком парадокса Рассела.

## Приклад
«Попросіть Бога створити камінь, який він не зможе підняти».
Якщо вийде, значить, його всемогутність втратила силу. А якщо ні, то він і не був всемогутнім.
На практиці подібна проблема виникає, коли певна політична установа отримує всю повноту законодавчої влади і стає всемогутньою в юридичній владі і особливо щодо здатності такої установи регулювати себе. Деякі філософи, наприклад Дж. Л. Коуен (J. L. Cowan), розглядали цей парадокс як достатню підставу для відкидання можливості існування будь-якої абсолютно всемогутньої істоти. Інші, як Тома Аквінський, стверджували, що парадокс є результатом неправильного розуміння всемогутності. Дійсно, парадокс є формою парадокса імплікації, що охоплює автореференцію в незамкнутому визначенні універсалії «все» у складі слова «Всемогутній»: чи включає вона в себе все можливе чи, до того ж, все неможливе — в першому випадку парадоксу немає, у другому постає питання про дійсність чи недійсність «неможливого», що являє собою задачу онтології.
Були й такі філософи, як Рене Декарт, які стверджували, що Бог є абсолютно всемогутнім, попри очевидну проблему. Крім того, деякі філософи розглядали припущення, що розподіл істот на всемогутні та невсемогутні є помилковою дилемою, і заперечували можливість існування змінної могутності. Деякі сучасні підходи до проблеми привели до семантичних суперечок, чи може мова — а значить і філософія — обґрунтовано звернутися до поняття всемогутності безпосередньо.

## Огляд
Загальна сучасна версія парадоксу всемогутності виражається в питанні «Чи може всемогутній створити такий камінь, який не зможе підняти?». Це питання породжує дилему. Всемогутній може або створити камінь, який не зможе підняти, або ж не зможе створити такий камінь. Якщо він зможе створити такий камінь, який не зможе підняти, тоді він перестане бути всемогутнім, якщо ж він  не зможе  це зробити, то він вже не є всемогутнім.
Цей парадокс схожий з іншим класичним парадоксом, парадоксом непереборної сили: Що відбудеться, якщо людина, що має непереборну силу зустріне камінь, який неможливо зрушити? Одна з відповідей на це запитання полягає в тому, що якщо існує непереборна сила, тоді за визначенням не існує об'єкта, який не може бути зрушеним; і навпаки, якщо існує об'єкт, який неможливо зрушити, то жодна сила не може бути визнана непереборною. Але такі міркування не підходять до випадку всемогутності, оскільки парадокс полягає в тому, щоб вимагати у всемогутнього зробити всемогутність неможливою. У контексті законності, парадокс всемогутності іноді виражається в термінах законодавчої всемогутності: влада може створити будь-який закон в будь-який час.
Для скрупульозного аналізу парадоксу всемогутності, потрібно скористатись одним з декількох визначень всемогутності. Наприклад, Пітер Гіч описує чотири різних види всемогутності та відрізняє їх від поняття «бути всесильним».
| К. С. Льюїс у своїй книзі «Problem of Pain» стверджує, що природа парадоксу внутрішня стосовно твердження: Немає меж Його влади. Ви, наприклад, заявіть: «Бог може дати істоті свободу волі і водночас Бог може її відібрати», але цим вам взагалі нічого не вдасться сказати про Бога. Безглузде поєднання слів не набуде раптом значення лише через те, що ми додамо в нього пару «Бог може.»… Здійснити дві взаємовиключних дії для Бога не простіше, ніж для найслабшого з його творінь; але не тому, що його влада наштовхується на перешкоду, а тому, що нісенітниця залишається нісенітницею, навіть коли ми говоримо її про Бога. Оригінальний текст (англ.) This is no limit to His power. If you choose to say "God can give a creature free will and at the same time withhold free will from it, " you have not succeeded in saying anything about God: meaningless combination of words do not suddenly acquire meaning simply because we prefix to them two other words "God can. "... It is no more possible for God than for the weakest of his creatures to carry out both of two mutually exclusive alternatives; not because his power meets an obstacle, but because nonsense remains nonsense even when we talk it about God. |

## Типи всемогутності
Пітер Гич описує та виділяє чотири рівні всемогутності. Він також визначає та захищає менше поняття «всемогутнього» Бога.
1. Абсолютна всемогутність А означає, що А «може зробити абсолютно все, що може бути виражене словами, навіть якщо воно здається внутрішньо суперечливим». А «не є обмеженим дією, як ми в думках, законами логіки».[10] Це положення розвинене Декартом. Хоча теологічно таку ситуацію можна обґрунтувати тим, що Бог існував раніше появи законів логіки, але вона викликає теологічну незручність створення підозрілих обіцянок Бога. З цього приводу, парадокс всемогутності — справжній парадокс, але справжні парадокси можуть проте бути такими.
2. Всемогутність А означає, що твердження «А може Б» істинне тоді і лише тоді, коли Б — логічно послідовний опис кон'юнктури. Це положення колись захистив Тома Аквінський.[5] Це визначення всемогутності вирішує деякі з парадоксів, пов'язаних зі всемогутністю, але деякі сучасні формулювання парадоксу все ще працюють проти цього визначення. Нехай Б це «зробити дещо, що його творець не може підняти». У цій дії немає нічого логічно суперечливого, людина може, наприклад, зробити човен, який вона не може підняти.[12] Було б дивним, якби люди могли зробити цей подвиг, але всемогутня істота не могла б. До того ж, це визначення має проблеми, коли Б морально або фізично ненадійне для такої істоти як Бог.
3. Всемогутність А значить, що твердження «А може Б» істинне тоді і лише тоді, коли ця дія є логічно послідовною для самого А. Тут ідея виключити дії, які були б непослідовними для А, але могли б бути послідовними для інших. Це схоже на позицію Аквінського.[5] Тут врахований випадок, коли Б це «зробити дещо, що його творець не може підняти», тому що «Бог робить Б» не є послідовним логічно. Однак, цей випадок може все ще мати моральні проблеми, якщо Б це «говорити неправду», або часові проблеми, якщо Б це «зробити так, щоб Рим не був ніколи заснованим».[10]
4. Всемогутність А означає, що якщо «А викличе Б» є логічно можливим, тоді «А може  викликати Б» є правильним. Цей сенс також не дозволяє, щоб виник парадокс всемогутності, і на відміну від третього визначення уникає будь-яких тимчасових турбот про те, чи дійсно всемогутня істота могла змінити минуле. Однак Гич критикує навіть цей сенс всемогутності як неправильне розуміння природи обіцянок Бога.[10]
5. Всесилля А означає, що А перевершує будь-яку іншу істоту за силою; жодна істота не може конкурувати з А у владі, навіть невдало.[10] У цьому випадку не виникає парадоксу всемогутності, але можливо це оскільки Бог не взятий в жодному з сенсів всемогутності. З іншого боку, Ансельм Кентерберійський вважає що всесильність — одна з речей, яка робить Бога всемогутнім.[13]

Поняття всемогутності можна також застосувати до істоти по-різному. «Надзвичайно всемогутня» істота — істота, яка є обов'язково всемогутньою. Навпаки, «випадково всемогутня» істота — істота, яка може бути всемогутньою для тимчасового проміжку часу, і потім стає невсемогутньою. Парадокс всемогутності можна інакше застосувати у кожному окремому випадку.

## Філософські відповіді
Без перевизначення поняття всемогутності, парадокс можна спростувати самосуперечністю формулювання. Може бути дієвим перебудувати парадокс таким чином: «Чи охоплює повна здатність нездатність?» Розглянута в цьому світлі, проста відповідь «Ні» на класичне формулювання питання («Чи може всемогутня істота створити камінь…») не містить жодної суперечності, жодного парадоксу і не вимагає жодного перевизначення всемогутності. Інші відповіді можуть вимагати нюансів розуміння всемогутності.
Можна спробувати вирішити парадокс, стверджуючи свого роду всемогутність, яке не вимагає, щоб істота була в змозі зробити всі речі завжди. Згідно з цим ланцюгом міркувань, істота може створити камінь, який вона не може підняти в момент створення. Бувши всемогутньою, однак, істота може завжди змінити камінь пізніше так, щоб вона могла його підняти. Тому істота все ще залишається в певному сенсі всемогутньою.
Це приблизна ідея, підтримувана Метью Харрісоном Бреді, персонажем п'єси ««Inherit the Wind»», прототипом для якого служив Вільям Дженнінгс Брайен. В кульмінаційній сцені кіноверсії 1960-х, Бреді стверджує, що «Природний закон народився у свідомості Творця. Він може змінити його — скасувати його — використовувати його як йому завгодно!» Але це рішення просто відсуває проблему на крок назад. Можна запитати, чи в силах всемогутня істота створити камінь, настільки незмінний, що сама істота не зможе пізніше змінити його. Але подібну відповідь можна запропонувати, щоб відповісти на цей і на будь-які подальші кроки.
1955 року в статті, виданій у філософському журналі «Свідомість», Дж. Л. Маккі спробував вирішити парадокс, розрізнивши всемогутність першого порядку (необмежену владу діяти) та всемогутність другого порядку (необмежену владу керувати владою). Всемогутня істота, яка має всемогутність обох порядків, могла б у певний момент обмежити власну владу діяти і, надалі, припинила б бути всемогутньою в будь-якому сенсі. Починаючи з Маккі, триває філософська суперечка щодо того, як найкраще сформулювати парадокс всемогутності у формальній логіці.
Інша загальна відповідь на парадокс всемогутності — це спроба визначити всемогутність як дещо слабше, ніж абсолютна всемогутність, як у визначеннях 3 або 4 вище. Парадокс можна вирішити із застереженням, що всемогутність не вимагає, щоб істота мала здібності, які є логічно неможливими, але щоб була в змозі зробити щось, що відповідає законам логіки. Хороший приклад сучасного захисника цього ланцюга міркувань — Джордж Мавроудс.
Якщо істота є «випадково всемогутньою», то це може вирішити парадокс. Створюючи камінь, який не може підняти, істота таким чином стає невсемогутньою. Однак це піднімає питання, чи дійсно істота була колись всемогутньою або лише здатною до великої влади. З іншого боку, про здатність добровільно покидати велику владу часто думають як про таку що веде до поняття Божественного Втілення.
Якщо істота є «надзвичайно всемогутньою», то це може також вирішити парадокс (доки ми беремо всемогутність, яка не потребує абсолютної всемогутності). Істота є надзвичайно всемогутньою, і тому для неї не є можливим бути невсемогутньою. Далі, всемогутня істота не може зробити те, що є логічно неможливим. Створення каменю, якого не може підняти всемогутня істота, було б неможливістю, і тому всемогутня істота не зобов'язана бути здатною на таке. Всемогутня істота не може створити такий камінь, проте зберігає свою всемогутність. Це рішення працює навіть з визначенням 2 , доки ми також знаємо, що істота є надзвичайно всемогутньою.
Власне це була точка зору, яку прийняв Августин Блаженний у своєму «Граді Божому»:
Через те, що Його називають всемогутнім, оскільки він може робити все, чого забажає, зовсім не означає, що він може постраждати від себе; бо якби це сталося з Ним, Він у жодному разі не був би всемогутнім. Отже, Він не може зробити деяких речей саме через те, що Він є всемогутнім.
Таким чином Августин стверджував, що Бог не може зробити нічого що б зробило Бога не-Богом.
Проблема парадоксу всемогутності в тому, що люди не зовсім правильно розуміють можливості всемогутньої істоти. Адже питання «чи може?» має на увазі наявність можливостей. Отже всемогутній істоті належать абсолютно всі можливості. Як позитивні так і негативні, адже не мати можливості щось зробити, це мати можливість зі знаком мінус. А значить всемогутній істоті одночасно належить можливість підняти будь-який камінь і одночасно належить неможливість підняти якийсь камінь. Всемогутня істота володіє універсумом можливостей, тобто наявністю абсолютно всіх можливостей, як позитивних, так і негативних. Але тут виникає проблема, як одна істота може володіти двома взаємовиключними можливостями: підняти і не підняти камінь. А проблема в тому, що коли ми розглядаємо всемогутню істоту, як одну єдину істоту, ми вже її обмежуємо. Якщо істота всемогутня вона може все, а значить бути не тільки в однині, але і в множині. Тобто всемогутня істота може одночасно бути кількома істотами, при цьому залишаючись одною істотою, адже вона ж всемогутня і нічим обмежена. Опис такої істоти ми зустрічаємо в Біблії і в християнській доктрині про Трійцю і Боголюдину Ісуса Христа. Де всемогутній Бог один, але в трьох особах (в множині) і де Бог може бути і Богом (всемогутнім) і одночасно людиною (обмеженою істотою). Особливо добре це описано в Афанасіївському Символі віри.

### Мова і всемогутність
Філософа Людвіга Вітґенштайна часто інтерпретують як людину, яка стверджує, що мова не підходить для задачі опису виду влади, яку всемогутня істота мала б. У своєму «Логіко-філософському трактаті» переважно він залишається у сфері логічного позитивізму, але в частині 6.41 і в наступних судженнях стверджує, що етику та деякі інші проблеми — «трансцендентальні» предмети неможливо досліджувати за допомогою мови. Вітгенштейн також згадує волю, життя після смерті та Бога, аргументуючи це тим, що «Для відповіді, яку не можна виразити словами, не можна висловити питання».
Робота Вітгенштейна робить парадокс всемогутності однією з проблем семантики, науки про те, як символи отримують сенс. (Заперечення «Це лише семантика», є способом сказати, що твердження стосується лише визначень слів, замість чого-небудь важливого у фізичному світі). Згідно з Трактатом, навіть намагатися сформулювати парадокс всемогутності марно, оскільки мова не може звернутися до об'єктів, які парадокс розглядає. Закінчує «Трактат» вислів Вітгенштейна з цього приводу: «Про що неможливо говорити, про те слід мовчати». Підхід Вітгенштейна до цих проблем вплинув на релігійного мислителя XX століття Дьюї Філіпса. Але в пізніші роки Вітгенштейн написав роботи, які часто вважають суперечливими до його положень у Трактаті.

## Інші версії парадокса
У VI столітті Діонісій Ареопагіт згадав про версію парадоксу всемогутності, яка народилася в суперечці між апостолом Павлом та Елімою-магом, що звучала як «Чи може Бог заперечувати себе». В XI столітті Ансельм Кентерберійський стверджував, що є багато речей які не може зробити Бог, проте його вважають всемогутнім.

Трикутник в Евклідовому просторі з поміченими боками, кутами та вершинами; сума α + β + γ повинна дорівнювати 180 градусам

Тома Аквінський висунув версію парадоксу всемогутності, питаючи, чи може Бог створити трикутник з внутрішніми кутами, що не становлять у сумі 180 градусів. Так Аквінський висловився в ««Summa contra Gentiles»»:
Оскільки принципи певних наук, таких як логіка, геометрія та арифметика взяті лише від формальних принципів речей, від яких залежить сутність речі, з цього випливає, що Бог не може зробити щось всупереч цим принципам. Наприклад, так, що рід не складався би з видів, або що лінії, проведені з центру кола були б не рівні, або що трикутник не мав би трьох кутів, рівних двом прямим.
Це може бути зроблено на сфері, але не на рівній поверхні. Відзначимо, що пізніші дослідження неевклідової геометрії не вирішують це питання, оскільки також можна було б запитати, «Якщо дані аксіоми геометрії Рімана, чи може всемогутня істота створити трикутник, кути якого не складають у сумі більш ніж 180 градусів?» У будь-якому випадку питання зводиться до того, чи дійсно всемогутня істота має здатність ухилитися від наслідків, щоб створити щось, що логічно суперечить системі аксіом.
В одному зі своїх віршів у прозі Іван Тургенєв говорить, що будь-яка молитва зводиться до наступного: «Великий Боже, зроби так, щоб двічі два не було чотири!».
У певному сенсі, класичне твердження парадокса — камінь настільки важкий, що творець не зможе підняти його — засноване в аристотелівському вченні. Зрештою, якщо розглядати положення каменю відносно сонця, навколо якого обертаються планети, можна було б вважати, що камінь постійно пересувається. сучасна фізика показує, що вибір виразу про підйом каменів повинен торкнутися прискорення, але це саме по собі не позбавляє чинності  фундаментальне  поняття узагальненого парадоксу всемогутності. Однак, можна легко змінити класичне твердження таким чином: «Всемогутня істота створює Всесвіт, який підкоряється законам аристотелівської фізики. Чи може разом з цим всесвітом всемогутня істота створити камінь настільки важкий, що істота не може підняти його ?»

## Поп-культура
- Парадокс всемогутності просочився навіть у поп-культуру. В епізоді популярного в США мультсеріалу Сімпсони, який називається ««Weekend at Burnsie's»(інші мови)», Гомер запитує Неда Фландерса, «Чи здатний Ісус розігріти буріто настільки, що не зможе його з'їсти ?», І той усвідомлює парадоксальність питання.

- Один з фактів про Чака Норріса говорить: «Чак Норріс може створити такий важкий камінь, що він сам його не підніме. Але потім він все одно це зробить, щоб показати, хто тут Чак Норріс».

- Стівен Гокінг у своїй книзі «Коротка історія часу» вводить парадокс всемогутності в межах більш загального обговорення того, яку роль божество творця могло б грати щодо природних законів. У пізнішій книзі, «Чорні діри і молоді всесвіти», Гокінг напівжартома зазначив, що включення цього релігійного припущення — останнього рядка книги, «тоді ми б знали думку Бога» — ймовірно подвоїло продаж книги.[27]

- У телесеріалі Зоряний шлях: Наступне покоління персонаж, відомий як «К'ю», стверджує, що він всесильний, і кілька епізодів досліджують парадоксальні наслідки цього в типово гумористичному стилі.

- У своїх нічних клубних виставах американський комік Джордж Карлін мав звичай згадувати «важке кам'яне» питання як таке, що пустотливі хлопчаки по сусідству задають священикові.[28]

- у різних серійних коміксах, зокрема Marvel Comics, багато героїв вважаються всемогутніми, але деякі здаються сильнішими, ніж інші. Такі персонажі як Корвак (Korvac) є всемогутніми, але нижчі таких особистостей як Галактус, який також всесильний. Галактуса, в свою чергу, вважають «менш всесильним», ніж істоту на ім'я Вічність (Eternity).

- Брати Стругацькі в «Повісті про дружбу і недружбу» пропонують ситуацію «всемогутній обчислювальній машині»: чи може вона придумати правильно поставлене питання, на яке сама не зможе відповісти? Вони ж, у повісті «Понеділок починається в суботу»:

—  Амвросій Амбруазович, — сказав Ойра-Ойра. — А чи може універсальний споживач створити камінь, який навіть при дуже сильному бажанні не зможе підняти?

Вибігалло задумався, але лише на секунду.
 — Це не є матнеобхідність, — відповів він. — Це є каприз. Не для того я створював своїх дублів, щоб вони, значить, вередували.Оригінальний текст (рос.)
— Амвросий Амбруазович, — сказал Ойра-Ойра. — А может универсальный потребитель создать камень, который даже при самом сильном желании не сумеет поднять?

Выбегалло задумался, но только на секунду.

— Это не есть матпотребность, — ответил он. — Это есть каприз. Не для того я создавал своих дублей, чтобы они, значить, капризничали.